# Galloping On
Pour plus de détails, voir Fiche technique et Distribution.
Galloping On est un film américain réalisé par Richard Thorpe, sorti en 1925.

## Synopsis
Wally Moore vient juste d'être libéré de prison, où il était pour un crime qu'il n'avait pas commis. En arrivant au ranch de sa mère, il découvre qu'il est désormais entre les mains de Banker Brown. Wally se retrouve en prison après s'être battu avec Jack Bowers qui ennuyait Helen Jenkins. Jack Bowers et sa bande attaquent la banque de la ville et Wally est relâché pour partir à leur poursuite. Il les retrouve ainsi que le butin, obtient une récompense, et se marie avec Helen.

## Fiche technique
- Titre original : Galloping On
- Réalisation : Richard Thorpe
- Scénario : Frank L. Inghram[1]
- Photographie : Ray Ries
- Société de production : Action Pictures
- Société de distribution : Weiss Brothers Artclass Pictures
- Pays de production :  États-Unis
- Langue originale : anglais
- Format : noir et blanc — 35 mm — 1,37:1 — Film muet
- Genre : Western
- Durée : 5 bobines - 1 308 m
- Date de sortie :
  - États-Unis :23 novembre 1925

## Distribution
- Wally Wales : Wally Moore
- Jessie Cruzon : Helen Jenkins
- Louise Lester : Mme Moore, la mère de Wally
- Slim Whitaker : Jack Bowers
- Richard Belfield : Banker Brown
- Lawrence Underwood : Shérif Jenkins